# Sainte-Marie-sur-Mer
Sainte-Marie-sur-Mer is een plaats en voormalige gemeente in het Franse departement Loire-Atlantique in de regio Pays de la Loire. De plaats maakt deel uit van het arrondissement Saint-Nazaire.

## Geschiedenis
Tot 1973 was Sainte-Marie-sur-Mer een zelfstandige gemeente. Op 1 juni 1973 ging het op in de gemeente Pornic in een fusion-association. Dit hield in dat Sainte-Marie-sur-Mer als commune associée nog enige mate van zelfstandigheid behield, tot op 30 juni 2007 deze status werd opgeheven.